# مشرط توافقي
مشرط الموجات فوق الصوتية هو أداة قطع يتم استخدامها أثناء العمليات الجراحية لقطع الأنسجة وتخثيرها في آن واحد.
وهذه الأداة شبيهة بالمشرط الكهربائي، ولكنها تتفوق عنه في أنه يمكنها القطع عبر الأنسجة الأكثر سمكًا وإصدار دخان جراحي أقل سمية، وقد تتيح دقة أكبر. ومع ذلك، فإن المشرط التوافقي لا يتمتع بسهولة الحركة كما هو الحال بالنسبة للمشرط الكهربائي، ويستغرق وقتًا أطول لقطع الأنسجة وتخثيرها. علاوة على ذلك، بينما يمكن استخدام المشرط الكهربائي لتخثير النسيج الذي ينزف في أي وقت، فإن المشرط التوافقي يقوم فقط بالتخثير أثناء القطع.
ويسبب ’مشرط الموجات فوق الصوتية‘ تلفًا حراريًا جانبيًا أقل من «المشرط الكهربائي».
وفي حين أن المشرط الكهربائي يؤدي عمله من خلال تيار كهربائي (وإنتاج الحرارة) فإن مشرط الموجات فوق الصوتية يقوم بالقطع عبر الذبذبات. ويقوم سطح المشرط نفسه بالقطع عبر النسيج عن طريق الذبذبات في تردد يبلغ 55500 هرتز. ويجري قطع النسيج وكيّه باستخدام نزع طبيعة البروتين بدلاً من الحرارة.